# Beurstraverse
De Beurstraverse (ofwel Koopgoot) is een winkelstraat in de Nederlandse stad Rotterdam. De straat ligt onder het straatniveau van de Coolsingel. Boven de Beurstraverse bevindt zich het Beurs World Trade Center Rotterdam.
Oorspronkelijk was de traverse uitsluitend een deel van de uitgang van metrostation Beurs en tevens bedoeld om voetgangers de drukke Coolsingel over te laten steken. De praktijk pakte anders uit; op drukke winkeldagen stond het autoverkeer op de Coolsingel stil om steeds de voetgangers over te laten steken. Tussen 1991 en 1996 is de traverse samen met het Beursplein aangepakt en aantrekkelijker gemaakt. Sindsdien is de stagnatie van het autoverkeer sterk verminderd. De doorgang met z'n vele winkels werd door de meeste Rotterdammers al snel 'Koopgoot' genoemd.
De Beurstraverse is onderdeel van het Beursplein Rotterdam, het winkelhart van het centrum van Rotterdam. Tot de door de architect Pi de Bruijn ontworpen Beurstraverse behoren ook de Beursgallery, The Mall, Rode zand en een gedeelte van de Hoogstraat.
De meeste winkels gelegen in de Beurstraverse bevinden zich uitsluitend op dit lagere niveau, maar de grote warenhuizen zoals C&A en de Bijenkorf hebben benedeningangen waarlangs men naar het hogere niveau kan gaan. Ook de ingang van metrostation Beurs is via de Beurstraverse te bereiken.
Vanaf het oostelijk deel van de Koopgoot komt men op de Hoogstraat. Vanaf het westelijk deel op de Van Oldenbarneveltplaats en de Lijnbaan.